# Stadion S22
Stadion S22 je moped s jednoválcovým dvoudobým motorem zdvihového objemu 50 cm³. Byl vyráběn v letech 1960-1965. Jeho předchůdce byl moped Stadion S11.

## Technické parametry

### Motor
- rozvod pístem

### Rám
- trubkový ocelový

#### Rozměry a hmotnosti
- Pohotovostní hmotnost 52 kg
- Suchá hmotnost 48 kg

### Výkony
- Maximální rychlost 45 km/h
- Průměrná spotřeba paliva 1,6 litru/100 km